# 颱風艾利 (2004年)
颱風艾利（英語：Typhoon Aere，國際編號：0417，聯合颱風警報中心：20W，菲律賓大氣地球物理和天文服務管理局：Marce）為2004年太平洋颱風季第17個被命名的熱帶氣旋。「艾利」一名由美國提供，是馬紹爾語風暴之意。

## 氣象歷史
艾利在8月20日早上於雅蒲島西北偏北約550公里的西北太平洋上形成。它初時向北移動，同日下午增強為一熱帶風暴，隨後採取西北路徑推進。艾利於8月22日增強為颱風。
8月24日，艾利轉向西移動，翌日掠過台灣北部沿岸。8月25日，艾利穿越台灣海峽，於福建省泉州市惠安縣崇武鎮附近登陸。隨後，艾利轉向西南移動，橫過福建沿岸地區。翌日清晨艾利減弱為強烈熱帶風暴，隨後進一步減弱為一熱帶風暴，並轉向西推進。8月27日，它在廣東中部減弱成一個低壓區。

## 影響

### 台灣
當地發佈之颱風警報：海上陸上颱風警報
| 彭佳嶼 · 50.4 m/s板橋 · 13.2 m/s鞍部 · －竹子湖 · －淡水 · －基隆 · 17.9 m/s臺北 · 13.3 m/s新屋 · －新竹 · 11.4 m/s宜蘭 · 20.9 m/s蘇澳 · 15.6 m/s花蓮 · 8.9 m/s成功（新港） · 10.6 m/s臺東 · 7.3 m/s大武 · 9.7 m/s蘭嶼 · 30.4 m/s臺中 · 7.1 m/s梧棲 · 16.6 m/s日月潭 · －阿里山 · －嘉義 · 8.5 m/s玉山 · －臺南 · 10.7 m/s高雄 · 9.2 m/s恆春 · 10.2 m/s澎湖 · 9 m/s東吉島 · 13.3 m/s金門 · 24.1 m/s馬祖 · 15.4 m/s 中華民國交通部中央氣象署署屬氣象測站測得最大持續風力。圖例： · 無數據 · 測得5級風或以下 · 測得6至7級風 · 測得8至9級風 · 測得10至11級風 · 測得12至15級風 | 彭佳嶼 · 73.9 m/s板橋 · 25.6 m/s鞍部 · －竹子湖 · －淡水 · －基隆 · 34.4 m/s臺北 · 33.1 m/s新屋 · －新竹 · 22.5 m/s宜蘭 · 34.1 m/s蘇澳 · 30.1 m/s花蓮 · 11.5 m/s成功（新港） · 21.3 m/s臺東 · 18.9 m/s大武 · 18.5 m/s蘭嶼 · 44.1 m/s臺中 · 19.6 m/s梧棲 · 24.1 m/s日月潭 · －阿里山 · －嘉義 · 18.6 m/s玉山 · －臺南 · 20.8 m/s高雄 · 19.5 m/s恆春 · 23.2 m/s澎湖 · 14 m/s東吉島 · 19 m/s金門 · 31.9 m/s馬祖 · 30.4 m/s 中華民國交通部中央氣象署署屬氣象測站測得最大陣風。圖例： · 無數據 · 測得6至7級風 · 測得8至9級風 · 測得10至11級風 · 測得12至15級風 · 測得16級風或以上 |

受艾利吹襲，台灣出現廣泛豪雨和嚴重土石流，有24人死亡，另9人失蹤，91萬戶停水、36萬用戶的電力受中斷，經濟損失逾4億元新台幣（約1300萬美元）。

### 中國大陸

#### 福建
艾利在吹襲福建省期間，導致2人死亡，約有4萬7千公頃農田受到破壞，經濟損失超過20億元人民幣。 

### 香港
當地發出之最高熱帶氣旋警告信號： 一號戒備信號
由於艾利登陸後改向偏西南移動，並進入距離香港400公里範圍，香港天文台在8月26日上午10時15分發出一號戒備信號，當時艾利位於香港東北偏東約330公里。受艾利影響，香港天氣變得不穩定及有狂風驟雨。香港天文台總部於8月27日凌晨3時錄得每小時最低海平面氣壓為992.7百帕斯卡。艾利在同日凌晨4時最接近香港，在香港西北偏北約120公里掠過。由於艾利減弱為一低壓區，天文台隨即在凌晨4時10分取消所有熱帶氣旋警告信號。

## 熱帶氣旋警告使用紀錄

### 台灣
| 交通部中央氣象局 颱風警報 | 交通部中央氣象局 颱風警報 | 交通部中央氣象局 颱風警報 |
| ------------------------- | ------------------------- | ------------------------- |
| 上一熱帶氣旋              | 海上颱風警報              | 下一熱帶氣旋              |
| 中度颱風蘭寧              | 海上颱風警報              | 輕度颱風海馬              |
| 中度颱風蘭寧              | 陸上颱風警報              | 輕度颱風海馬              |

### 香港
| 香港天文台 熱帶氣旋警告信號 | 香港天文台 熱帶氣旋警告信號 | 香港天文台 熱帶氣旋警告信號 |
| --------------------------- | --------------------------- | --------------------------- |
| 上一熱帶氣旋                | 一號戒備信號                | 下一熱帶氣旋                |
| 熱帶風暴圓規                | 一號戒備信號                | 強烈熱帶風暴珊瑚            |

## 外部連結
- （日語）http://www.jma.go.jp/ （页面存档备份，存于） 日本氣象廳首頁
- （英文）http://www.usno.navy.mil/JTWC/ （页面存档备份，存于） 聯合颱風警報中心首頁
- （简体中文）https://web.archive.org/web/20120928121548/http://www.nmc.gov.cn/ 中央氣象台首頁
- （繁體中文）http://www.cwb.gov.tw/ （页面存档备份，存于） 中央氣象局首頁
- （繁體中文）http://www.hko.gov.hk/ （页面存档备份，存于） 香港天文台首頁
- （繁體中文）http://www.smg.gov.mo/ （页面存档备份，存于） 澳門地球物理暨氣象局首頁